# コージィコーポレーション
株式会社コージィコーポレーション（英文社名：COZY CORPORATION Co., Ltd.）は、アパレル（衣料品）の製造・販売を展開する日本の会社（SPA）である。

## 概要
1985年8月にプリントTシャツの卸売を目的として創業される。
「BABYDOLL」に王冠ロゴを付けたブランド商品を2002年から販売。また、自社のアパレル専門店「STARVATIONS」を展開している。

## 主なブランド
- BABY DOLL

## 事件・不祥事
有害物質の検出
2008年4月に、中国で製造・プリントされた乳幼児用Tシャツからホルムアルデヒドが検出されて大阪市保健所から販売中止を指示される騒動があった。
ohankachi
元常務らによる投資詐欺事件
同社の51歳の元常務と、同社社長の実弟で衣料品販売会社の社長を務める51歳の男性が、元常務の知人である元会社経営者の男性に対し、同社がBABY DOLLのハンカチと車内用芳香剤の製造を衣料品販売会社に委託するとした取引を巡り、2014年10月と2015年1月の計2回に亘って資金援助を依頼。会社経営者は依頼に応じ計2,300万円を貸し付けたが、その後元常務らとは連絡が取れなくなり、会社経営者は元常務らを大阪府警察枚方警察署に詐欺容疑で告訴した。同社はこの件に対しては、コメントを避け続けている。